# Chrysochares
Chrysochares là một chi bọ cánh cứng trong họ Chrysomelidae.

## Các loài
- Chrysochares asiaticus
- Chrysochares constricticollis
- Chrysochares punctatus